# Сульфгемоглобінемія
Сульфгемоглобінемі́я — це рідкісний стан, при якому в крові спостерігається надлишок сульфгемоглобіну (SulfHb). Пігмент є зеленуватим похідним гемоглобіну, який не може бути перетворений зворотно у нормальний функціональний гемоглобін. Він викликає ціаноз навіть при низькій концентрації у крові.
Це рідкісний стан крові, при якому β-пірольне кільце молекули гемоглобіну має здатність необоротно зв'язуватися з будь-якою речовиною, що містить атом сірки. Коли сірководень (H2S) (або сульфідні іони) та іони двовалентного заліза поєднуються в гем гемоглобіну, кров стає нездатною транспортувати кисень до тканин.

## Прояви
Симптоми включають синювате або зеленувате забарвлення крові, шкіри та слизових оболонок, навіть якщо аналіз крові може не виявити жодних відхилень (у крові). Така зміна кольору спричинена вмістом дезоксигемоглобіну більш як 5 грамів, або 1,5 грама метгемоглобіну, або 0,5 грама сульфгемоглобіну, що є серйозними медичними відхиленнями.

## Причини
Сульфгемоглобінемія, як правило, спричинена лікарськими засобами, пов'язаними з нею, включно з сульфаніламідами (наприклад, сульфасалазин), інші сірковмісні препарати (наприклад, суматриптан). Іншою можливою причиною є професійний вплив сполук сірки.
Це також може бути викликано феназопіридином.

## Лікування
Захворювання зазвичай проходить самостійно завдяки обміну еритроцитів (червоних кров'яних тілець), хоча в крайніх випадках може знадобитися переливання крові.

## Помітні випадки
8 червня 2007 року канадські анестезіологи доктор Стефан Шварц, доктор Джузеппе Дель Вікаріо та доктор Алана Флексман представили незвичайний випадок у The Lancet. 42-річного пацієнта доставили до лікарні Св. Павла у Ванкувері після того, як він заснув у положенні на колінах, що спричинило компартмент-синдром і підвищення тиску в його ногах. Коли лікарі взяли у чоловіка кров перед операцією, щоб зняти тиск з його ніг, вони помітили, що його кров зелена. Зразок крові негайно відправили до лабораторії. У цьому випадку сульфгемоглобінемія, ймовірно, була спричинена тим, що пацієнт вживав вищі, ніж йому призначено, дози суматриптану.